# Merie Rushani
Merie Rushani (mac. Мерие Рушани; ur. 1958) – północnomacedońska polityk narodowości albańskiej, w latach 1998–1999 minister nauki.